# Alfheim

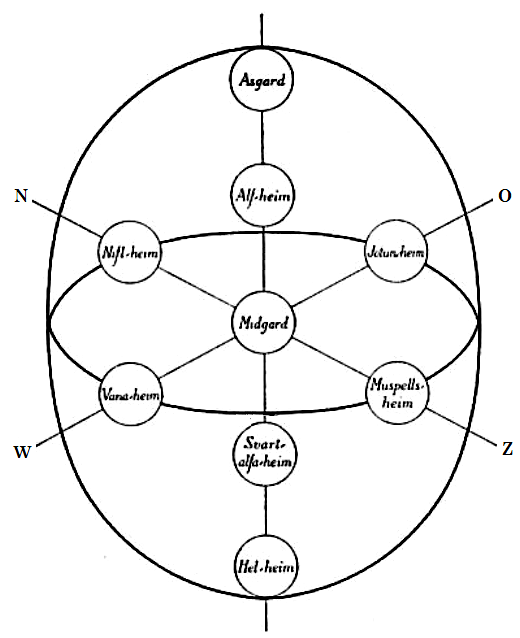
De 9 werelden uit de Noordse mythologie

Alfheim (of in het Oudnoors Álfheimr, wat elfen-thuis betekent) is in de Noordse mythologie een van de negen werelden rond de Yggdrasil.
Het bevindt zich op het op een na hoogste niveau in de levensboom Yggdrasil, net zoals Muspelheim (thuis van de vuurreuzen). De enige wereld die hoger ligt is Asgard, het huis van de Asen.
Alfheim wordt bewoond door de lichtelfen en door de god Freyr, die over deze wereld heerst. Hij had Alfheim ooit gekregen als tandgift en heeft er een groot en machtig paleis staan. Verder is er weinig over Alfheim bekend, omdat deze wereld in niet veel verhalen voorkomt. Alven hebben geen prominente rol in de Noordse mythologie, maar wel in veel andere culturen zoals Keltische en middeleeuwse sagen en legenden.